# Chlorophytum crispum
Chlorophytum crispum là một loài thực vật có hoa trong họ Măng tây. Loài này được (Thunb.) Baker mô tả khoa học đầu tiên năm 1876.